# Freiman–Ruzsa-tétel
A matematikában a Freiman–Ruzsa-tétel vagy Freiman-tétel az additív számelmélet kombinatorikai eredménye. Az olyan, egész számokból álló halmazok szerkezetével foglalkozik, amelyek belső, páronként vett összegeik jelentős részét tartalmazzák („small doubling” tulajdonsággal rendelkeznek).
Formálisan:
Legyen A egész számok véges halmaza, úgy, hogy az
{\displaystyle A+A\,} összeghalmaz kicsi,
abban az értelemben, hogy
{\displaystyle |A+A|<c|A|\,}
Valamely {\displaystyle c} konstansra. Létezik egy
{\displaystyle c'|A|} hosszúságú n-dimenziós számtani sorozat,
ami tartalmazza A-t úgy, hogy c' és n kizárólag c-től függjön.
Tekintsünk egy egyszerű esetet. A következő egyenlőtlenség
{\displaystyle |A+A|\geq 2|A|-1}
akkor veszi fel az egyenlőséget, ha A egy számtani sorozat elemeiből áll.
Az eredmény Gregory Freiman (1964, 1966) nevéhez köthető. Az iránta való megújult érdeklődés és alkalmazásai Ruzsa Z. Imre 1994-es új bizonyításához köthető.
Később Green és Ruzsa általánosították a tételt tetszőleges Abel-csoportra: ilyenkor az A halmaz egy általánosított számtani sorozat és egy részcsoport összegével fedhető le. (Az ilyen halmazokat nevezik mellékosztály-sorozatnak.)